# Louis d’Amboise (kardynał)
Louis d’Amboise (ur. ok. 1479 we Francji, zm. 3 marca 1511 w Loreto) – francuski kardynał.

## Życiorys
Urodził się w około 1479 roku na terenie Francji. W młodości był archidiakonem w Narbonie. 1 lipca 1503 roku został wybrany biskupem Albi. Z zarządzania diecezją zrezygnował po dziewięciu latach. 18 grudnia 1510 roku został kreowany kardynałem prezbiterem i otrzymał kościół tytularny SS. Marcellino e Pietro. Zmarł 3 marca 1511 roku w Loreto.